# Olivier Tambosi
Olivier Tambosi (* 7. Juli 1963 in Paris) ist ein österreichischer Musiktheaterregisseur.

## Leben und Wirken
Tambosi studierte Philosophie und Theologie an der Universität Wien und Musiktheaterregie an der Hochschule für Musik und darstellende Kunst Wien.
Nachdem er in der Freien Wiener Szenze zunächst Werke aus dem Bereich Schauspiel und Musical inszeniert hatte, gründete er 1989 die freie Operngruppe Neue Oper Wien, deren künstlerische Leitung er bis 1993 innehatte. Anschließend war er bis 1996 Oberspielleiter für Musiktheater am Stadttheater Klagenfurt.
Seit 1996 wirkt er international als Regisseur für Oper und Operette und inszeniert Werke verschiedener musikalischer Stilrichtungen vom Barock bis zur Zeitgenössischen Musik. Regiearbeiten führten ihn in Deutschland, Österreich und in der Schweiz zum Beispiel an die Oper Graz, das Landestheater Linz, die Wiener Volksoper, die Staatsoper Hannover, das Staatstheater am Gärtnerplatz, das Theater Biel Solothurn sowie weltweit unter anderem an das Teatro Liceu Barcelona, das Royal Opera House, die Metropolitan Opera, die San Francisco Opera, die San Diego Opera, die Finnische Nationaloper, das Saarländische Staatstheater in Saarbrücken und die Oper in Strasbourg.
Er inszenierte zudem unter anderem bei den Bregenzer Festspielen, Lucerne Festival, Maggio Musicale Fiorentino und beim Saito Kinen Festival in Japan.
Dabei arbeitete er mit international bedeutenden Sängern und Dirigenten zusammen.
Tambosi ist mit der Schweizer Sopranistin Christiane Boesiger verheiratet.

## Inszenierungen (Auswahl)
- Alban Berg: Wozzeck; Lulu
- Arrigo Boito: Nerone
- Benjamin Britten: Death in Venice; A Midsummer Night's Dream
- Luigi Cherubini: Médée
- Claude Debussy: Pelléas et Mélisande
- Gaetano Donizetti: L’elisir d’amore; Don Pasquale; Lucia di Lammermoor; Maria Stuarda
- Franco Faccio: Hamlet, Bregenzer Festspiele[3]
- Christoph Willibald Gluck: Orfeo ed Euridice
- Karl Amadeus Hartmann: Simplicius Simplicissimus
- Leoš Janáček: Jenůfa (Royal Opera House[4]) Věc Makropulos
- Ruggero Leoncavallo: Pagliacci
- Pietro Mascagni: Cavalleria rusticana
- Darius Milhaud: Le pauvre matelot
- Wolfgang Amadeus Mozart: Bastien und Bastienne; Idomeneo; Die Entführung aus dem Serail; Le nozze di Figaro; Don Giovanni; Così fan tutte; Die Zauberflöte
- Jacques Offenbach:  Les contes d’Hoffmann
- Giovanni Battista Pergolesi: La serva padrona
- Giacomo Puccini: Manon Lescaut; La Bohème; Madama Butterfly
- Henry Purcell: King Arthur
- Antonio Salieri: Prima la musica e poi le parole
- Arnold Schönberg: Pierrot Lunaire
- Franz Schreker: Irrelohe
- Richard Strauss: Der Rosenkavalier
- Igor Strawinsky: The Rake’s Progress
- Georg Philipp Telemann:  Pimpinone
- Francis Poulenc: La voix humaine
- Giuseppe Verdi: Luisa Miller (Royal Opera House, Metropolitan Opera[5][6]); Macbeth; Rigoletto; La traviata; Un ballo in maschera;  Otello; Falstaff
- Richard Wagner: Tristan und Isolde; Die Meistersinger von Nürnberg
- Oscar Wilde: De Profundis (Schauspiel)
- Ermanno Wolf-Ferrari; Il segreto di Susanna
- Alexander von Zemlinsky: Der Zwerg; Eine florentinische Tragödie